# Elisabeth von Hohengeroldseck
Elisabeth von Hohengeroldseck (* vor 1480; † 1540) war eine Äbtissin des freiweltlichen Damenstifts Buchau im heutigen Bad Buchau am Federsee.

## Leben
Elisabeth entstammte dem süddeutschen Hochadelsgeschlecht der Herren von Geroldseck, die ihre Stammburg in Hohengeroldseck bei Seelbach im heutigen Ortenaukreis hatten. Ihre Eltern waren Gangolf von Hohengeroldseck und Kunigunde von Montfort. Sie ist in den Aufzeichnungen des Stiftes über die Wahl ihrer Vorgängerin Barbara von Gundelfingen im Jahre 1497 verzeichnet.
Am 28. Mai 1523 wurde sie zur Äbtissin gewählt. In ihrer Amtszeit erreichte sie 1524 die Aufnahme des Stiftes in den Schwäbischen Bund. Während des Bauernkrieges musste sie kurzfristig das Stift verlassen. Bauliche Erweiterungen der Stiftsgebäude und die Befestigung des Stiftes fanden in ihrer Regierungszeit ihren vorläufigen Abschluss.
Sie verstarb im Jahre 1540.